# Keith Rowley

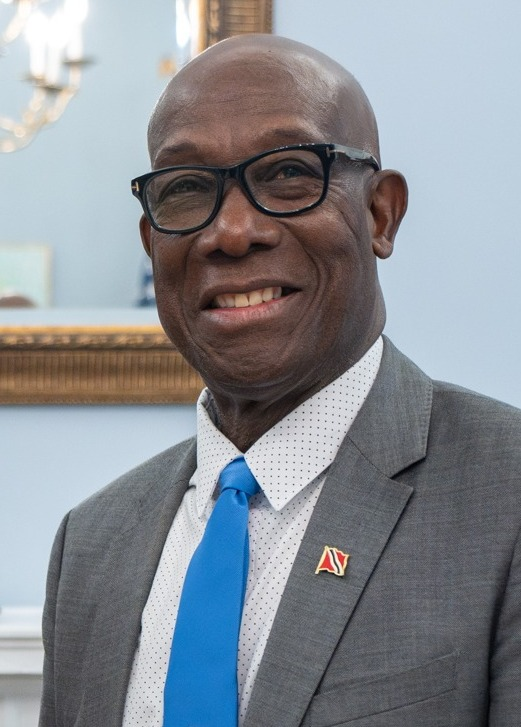
Keith Rowley (2024)

Keith Cristopher Rowley (* 24. Oktober 1949 in Mason Hall) ist ein trinidadischer Politiker. Er war von 2015 bis 2025 Premierminister des Landes.

## Leben
Rowley wuchs bei seinen Großeltern auf, die auf Tobago Landwirtschaft betrieben. Er besuchte die weiterführende Bishop’s High School in Scarborough, studierte anschließend an den Campus Mona und St. Augustine der University of the West Indies und promovierte in Geologie mit Fachrichtung Geochemie. In der Folge forschte er zunächst als Vulkanologe an der UWI und trat später einen Posten als Geschäftsführer der staatlichen National Quarries Company an.
Als Mitglied der seit 1961 unangefochten regierenden Partei People’s National Movement (PNM) trat er erstmals 1981 zu einer Wahl an und kandidierte für den Wahlkreis Tobago-West. Nachdem das PNM 1986 abgewählt wurde, wurde Rowley für die Opposition Senatsmitglied im Oberhaus des trinidadischen Zweikammerparlaments sowie stellvertretender Parteivorsitzender des PNM unter Patrick Manning. Seit 1991 ist Rowley ununterbrochen Mitglied des trinidadischen Repräsentantenhauses für den Wahlkreis Diego Martin West, den er bei den General Elections 1991, 1995, 2000, 2001, 2002, 2007, 2010 und 2015 gewann. 1991 gelangte das PNM zurück an die Regierung, und Rowley wurde unter Manning Landwirtschaftsminister. Nach den Wahlen 2002 wurde er unter dem erneuten Wahlsieger Manning Minister für Planung, Entwicklung und Wohnungsbau, nach den Wahlen von 2007 Wirtschaftsminister. Nach der Wahl zum Repräsentantenhaus 2010 trat der geschlagene Ministerpräsident Manning von seinem Amt als Parteivorsitzender des PNM zurück; Rowley wurde zu seinem Nachfolger ernannt. Bei der Wahl zum Repräsentantenhaus in Trinidad und Tobago 2015 trat er als Spitzenkandidat seiner Partei an und wurde zwei Tage nach dem Wahlsieg des PNM als neuer Ministerpräsident von Trinidad und Tobago vereidigt. Bei der Wahl 2020 trat er erneut als Spitzenkandidat der PNM an und gewann knapp gegen die UNC. Im März 2025, etwa sechs Monate vor der nächsten Wahl, trat er aus gesundheitlichen Gründen zurück und übergab das Amt an Energieminister Stuart Young.
Rowley ist mit der Rechtsanwältin Sharon Rowley verheiratet; das Paar hat zwei Töchter.